# 고귀한 마음
고귀한 마음(팔리어: mahaggatacitta 마학가타 찟따, 영어: sublime, lofty, or exalted consciousness)은 특히 상좌부의 교학과 아비담마 그리고 수행에서 사용하는 용어로, 색계 마음과 무색계 마음을 통칭하는 낱말이다. 욕계 · 색계 · 무색계 · 출세간의 총 89가지 마음 또는 총 121가지 마음 중 다음의 27가지 마음을 말한다.
- 색계 마음 15가지 一 누적 15가지
  - 색계 유익한 마음 5가지
  - 색계 과보의 마음 5가지
  - 색계 작용만 하는 마음 5가지
- 무색계 마음 12가지 一 누적 27가지
  - 무색계 유익한 마음 4가지
  - 무색계 과보의 마음 4가지
  - 무색계 작용만 하는 마음 4가지

고귀한 마음은 세간의 선정의 마음(팔리어: lokiya jhāna cittas)이라고도 한다.
팔리어 마학가따(mahaggata)의 문자 그대로의 뜻은 '크게 성장한(grown great)', '발전한(developed)', '고귀한, 신분이 높은, 고상한(exalted)'으로, 색계 마음과 무색계 마음이 욕계 마음에 비해 크게 발전한 상태의 마음이라는 것을 의미한다. 달리 말해, 무색계 마음 즉 4무색정을 제외하고서라도, 색계 마음 즉 4선 또는 5선의 선정에 들 수 있는 상태가 되는 것이, 비록 이 마음들이 출세간의 마음은 아니지만, 열반으로 가는 길의 도상에서 크게 발전한 상태 또는 크게 중요한 일이라는 것을 의미한다.

## 목록
- 색계 유익한 마음 一 5가지 一 누적 5가지
                   1. 일으킨 생각 · 지속적 고찰 · 희열 · 행복 · 집중이 함께하는 초선의 유익한 마음
  2. 지속적 고찰 · 희열 · 행복 · 집중이 함께하는 제2선의 유익한 마음
  3. 희열 · 행복 · 집중이 함께하는 제3선의 유익한 마음
  4. 행복 · 집중이 함께하는 제4선의 유익한 마음
  5. 평온 · 집중이 함께하는 제5선의 유익한 마음
- 색계 과보의 마음 一 5가지 一 누적 10가지
                   1. 일으킨 생각 · 지속적 고찰 · 희열 · 행복 · 집중이 함께하는 초선의 과보의 마음
  2. 지속적 고찰 · 희열 · 행복 · 집중이 함께하는 제2선의 과보의 마음
  3. 희열 · 행복 · 집중이 함께하는 제3선의 과보의 마음
  4. 행복 · 집중이 함께하는 제4선의 과보의 마음
  5. 평온 · 집중이 함께하는 제5선의 과보의 마음
- 색계 작용만 하는 마음 一 5가지 一 누적 15가지
                   1. 일으킨 생각 · 지속적 고찰 · 희열 · 행복 · 집중이 함께하는 초선의 작용만 하는 마음
  2. 지속적 고찰 · 희열 · 행복 · 집중이 함께하는 제2선의 작용만 하는 마음
  3. 희열 · 행복 · 집중이 함께하는 제3선의 작용만 하는 마음
  4. 행복 · 집중이 함께하는 제4선의 작용만 하는 마음
  5. 평온 · 집중이 함께하는 제5선의 작용만 하는 마음

- 무색계 유익한 마음 一 4가지 一 누적 19가지
                   1. 공무변처의 유익한 마음
  2. 식무변처의 유익한 마음
  3. 무소유처의 유익한 마음
  4. 비상비비상처의 유익한 마음
- 무색계 과보의 마음 一 4가지 一 누적 23가지
                   1. 공무변처의 과보의 마음
  2. 식무변처의 과보의 마음
  3. 무소유처의 과보의 마음
  4. 비상비비상처의 과보의 마음
- 무색계 작용만 하는 마음 一 4가지 一 누적 27가지
                   1. 공무변처의 작용만 하는 마음
  2. 식무변처의 작용만 하는 마음
  3. 무소유처의 작용만 하는 마음
  4. 비상비비상처의 작용만 하는 마음

## 분류 또는 체계
고귀한 마음은 다음의 분류 또는 체계에 속한다.
- 욕계 · 색계 · 무색계 · 출세간에 속한 총 89가지 마음 또는 총 121가지 마음
  - 욕계 마음 54가지
    - 욕계의 해로운 마음  12가지
    - 욕계의 원인 없는 마음 18가지
    - 욕계 아름다운 마음 24가지

  - 색계 마음 15가지 一 누적 15가지
    - 색계 유익한 마음 5가지
    - 색계 과보의 마음 5가지
    - 색계 작용만 하는 마음 5가지

  - 무색계 마음 12가지 一 누적 27가지
    - 무색계 유익한 마음 4가지
    - 무색계 과보의 마음 4가지
    - 무색계 작용만 하는 마음 4가지

  - 출세간의 마음 8가지 또는 40가지
    - 출세간의 유익한 마음 4가지 또는 20가지
    - 출세간의 과보의 마음 4가지 또는 20가지

## 같이 보기
- 4선
- 5선
- 4무색정
- 3계9지
- 아름다운 마음
- 세간의 마음
- 선정의 마음
- 출세간
- 세간